# Maguy
Maguy   è una serie televisiva francese in 333 episodi trasmessi per la prima volta nel corso di 8 stagioni dal 1985 al 1992. È ispirata alla sitcom statunitense Maude.
È una sitcom incentrata sulle vicende familiari di Maguy Boissier, donna cinquantenne sposata con George Boissier, direttore del Boissier Maxi-Discount, un negozio di discount. La donna abita con la sua famiglia in una casa a Vézinet.

## Personaggi e interpreti
- Maguy Boissier, interpretata da Rosy Varte
- Georges Boissier, interpretato da Jean-Marc Thibault
- Rose Le Plouhannec, interpretato da Marthe Villalonga
- Caro, fille de Maguy, interpretata da Sophie Artur
- Jérôme, petit-fils de Maguy, interpretato da Tony Leteurtrois
- Pierre Bretteville, interpretato da Henri Garcin
- Max (saisons 1 et 2), interpretato da Hubert Deschamps
- Christian, 2ème mari de Caro, interpretato da Gérard Ismaël
- Paul Cruchon, maire du Vézinet, interpretato da Jacques Duby
- Hélène, (st. 1), interpretata da Catherine Rich
- Huguette Boudin, interpretata da Chantal Ladesou
- Suzanne Dupuntel, interpretata da Arlette Gilbert
- Marie Bignole, interpretata da Jackie Sardou
- Lebec, interpretato da Claude Sese
- Chassepot, interpretato da Julien Cafaro
- Lamarck, interpretato da Bernard Dhéran
- Babar, interpretata da Geneviève Fontanel
- Antoine, interpretato da Bruno Le Millin
- Diane, interpretato da Diane Lafosse

### Guest star
Tra le  guest star: Marcel Amont, Jean-Marie Bigard, Jacques Chancel, Jacques Chazot, Dieudonné, Pierre Doris, Michel Galabru, Garcimore, Alain Gillot-Pétré, Henri Guybet, Gérard Holtz, Sylvie Joly, Robert Lamoureux, Amanda Lear, Enrico Macias, Michel Muller, Francis Perrin, Roger Pierre, Élie Semoun, Pascal Sevran, Roger Zabel.

## Produzione
La serie, ideata da Jean-Guy Gingembre e Stéphane Barbier, fu prodotta da Antenne-2, Télé-Images Création e Télévision Suisse-Romande.  Le musiche furono composte da Alain Wisniak.

### Registi
Tra i registi sono accreditati:
| - Jean Pignol - Andrée Moracchini - Didier Albert - Christophe Andrei - Marlène Bertin - Claire Blangille - Jean-Daniel Bonnin - Agnès Delarive - Frédéric Demont | - Emmanuelle Dubergey - Bernard Dumont - Gérard Espinasse - Bruno Fourcade - Yvon Gérault - Marie-France Hascoët - Philippe Houdart - Jean-Yves Jeudi | - Michèle Lucker - Dominique Masson - Alain Nahum - Jean-Pierre Prévost - Christophe Salachas - Isabelle Salvini - Christiane Spiero - Maurice Tanant |

### Sceneggiatori
Tra gli sceneggiatori sono accreditati:
| - Stéphane Barbier - Sophie Agacinski - François Arrignon - Christine Bertholier - Laurent Bertholier - François Bertron - Pierre Colin-Thibert - Jean-Noël Fenwick - Henri Garcin - Jean-Guy Gingembre - Jean-Marie Gingembre - Jean-Yves Gingembre | - Attica Guedj - Jean Hache - Lucie Hogate - Jean-Claude Islert - Bruno Le Millin - Norman Lear - Michèle Letellier - Eliane Martin - Christian Mouchart - Blandine Métayer - Roger Pierre - Danielle Ryan |

## Distribuzione
La serie fu trasmessa in Francia dall'8 settembre 1985 all'11 dicembre 1994 sulla rete televisiva Antenne 2. In Italia è stata trasmessa su Telemontecarlo e su Telenova con il titolo Maguy.

## Episodi
| Stagione         | Episodi | Prima TV Francia |
| ---------------- | ------- | ---------------- |
| Prima stagione   | ?       | 1985-1986        |
| Seconda stagione | ?       | ?                |
| Terza stagione   | ?       | ?                |
| Quarta stagione  | ?       | ?                |
| Quinta stagione  | ?       | ?                |
| Sesta stagione   | ?       | ?                |